# Dimitrie Ghica

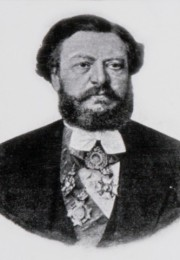
Dimitrie Ghica

Dimitrie Ghica, auch Beizadea Mitică genannt, (* 31. Mai 1816; † 15. Februar 1897 in Bukarest) war ein rumänischer Politiker und Ministerpräsident des Landes.

## Leben
Der Sohn des Fürsten Grigore IV. Ghica erhielt zunächst eine militärische Ausbildung. Danach war er in der Politik tätig. Dimitrie Ghica heiratete Charlotte Duprond. Mit ihr hatte er die Töchter Maria und Iza. In seiner langjährigen politischen Tätigkeit war er unter anderem Außen-, Innen- und Justizminister sowie Arbeitsminister des Landes. Der konservative Politiker war zudem Vorsitzender des Senats und der Abgeordnetenversammlung sowie vom 16. November 1868 bis zum 27. Januar 1870 Ministerpräsident von Rumänien. Er starb im Alter von 81 Jahren in Bukarest.